# میچ ریچموند
میچ ریچموند (انگلیسی: Mitch Richmond؛ زاده ۳۰ ژوئن ۱۹۶۵) یک بازیکن بسکتبال اهل ایالات متحده آمریکا است.